# Grand Prix automobile de Long Beach 2023
Navigation
Édition précédente Édition suivante
Le Grand Prix automobile de Long Beach 2023 (officiellement appelé le 2023 Acura Grand Prix de Long Beach) est une course de voitures de sport organisée sur le circuit urbain de Long Beach en Californie, aux États-Unis, qui s'est déroulée le 15 avril 2023 dans le cadre du Grand Prix de Long Beach. Il s'agissait de la troisième manche du championnat WeatherTech SportsCar Championship 2023 et seules les catégories GTP, GTD Pro, GTD y ont participé.

## Circuit

Circuit urbain de Long Beach

Le Grand Prix automobile de Long Beach 2023 s'est déroulé sur le Circuit urbain de Long Beach situé en Californie. Il s'agit d'un circuit automobile temporaire tracé dans les rues de la ville de Long Beach. De par sa situation urbaine et en bord de mer, le circuit a été surnommé par les médias « Monaco of the West » (« Le Monaco de l'ouest »), en référence au célèbre circuit de Monaco.

## Course

### Classement de la course
Voici le classement final au terme de la course.
- Les vainqueurs de chaque catégorie sont signalés par un fond jauni.
- Pour la colonne Pneus, il faut passer le curseur au-dessus du modèle pour connaître le manufacturier de pneumatiques.

| Pos  | Classe  | no | Écurie                                      | Pilotes                                 | Châssis                                 | Pneus | Tours               |
| Pos  | Classe  | no | Écurie                                      | Pilotes                                 | Moteur                                  | Pneus | Tours               |
| ---- | ------- | -- | ------------------------------------------- | --------------------------------------- | --------------------------------------- | ----- | ------------------- |
| 1    | GTP     | 6  | Porsche Penske Motorsports                  | Mathieu Jaminet Nick Tandy              | Porsche 963                             | 78    | 1 h 42 min 08 s 126 |
| 1    | GTP     | 6  | Porsche Penske Motorsports                  | Mathieu Jaminet Nick Tandy              | Porsche 9RD 4,6 L V8 Turbo              | 78    | 1 h 42 min 08 s 126 |
| 2    | GTP     | 25 | BMW M Team RLL                              | Connor De Phillippi Nick Yelloly        | BMW M Hybrid V8                         | 78    | + 0 s 903           |
| 2    | GTP     | 25 | BMW M Team RLL                              | Connor De Phillippi Nick Yelloly        | BMW P66/3 4,0 L V8 Turbo                | 78    | + 0 s 903           |
| 3    | GTP     | 7  | Porsche Penske Motorsports                  | Matt Campbell Felipe Nasr               | Porsche 963                             | 78    | + 2 s 904           |
| 3    | GTP     | 7  | Porsche Penske Motorsports                  | Matt Campbell Felipe Nasr               | Porsche 9RD 4,6 L V8 Turbo              | 78    | + 2 s 904           |
| 4    | GTP     | 24 | BMW M Team RLL                              | Philipp Eng Augusto Farfus              | BMW M Hybrid V8                         | 78    | + 3 s 692           |
| 4    | GTP     | 24 | BMW M Team RLL                              | Philipp Eng Augusto Farfus              | BMW P66/3 4,0 L V8 Turbo                | 78    | + 3 s 692           |
| 5    | GTP     | 31 | Whelen Engineering Racing                   | Pipo Derani Alexander Sims              | Cadillac V-Series.R                     | 78    | + 56 s 151          |
| 5    | GTP     | 31 | Whelen Engineering Racing                   | Pipo Derani Alexander Sims              | Cadillac LMC55R 5,5 L V8 Atmo           | 78    | + 56 s 151          |
| 6    | GTP     | 60 | Meyer Shank Racing avec Curb-Agajanian      | Tom Blomqvist Colin Braun               | Acura ARX-06                            | 77    | + 1 tour            |
| 6    | GTP     | 60 | Meyer Shank Racing avec Curb-Agajanian      | Tom Blomqvist Colin Braun               | Acura AR24e 2,4 L V6 Turbo              | 77    | + 1 tour            |
| 7    | GTP     | 10 | Wayne Taylor Racing avec Andretti Autosport | Ricky Taylor Filipe Albuquerque         | Acura ARX-06                            | 76    | Accident            |
| 7    | GTP     | 10 | Wayne Taylor Racing avec Andretti Autosport | Ricky Taylor Filipe Albuquerque         | Acura AR24e 2,4 L V6 Turbo              | 76    | Accident            |
| 8    | GTD Pro | 14 | Vasser Sullivan                             | Ben Barnicoat Jack Hawksworth           | Lexus RC F GT3                          | 73    | + 5 tours           |
| 8    | GTD Pro | 14 | Vasser Sullivan                             | Ben Barnicoat Jack Hawksworth           | Toyota 2UR 5,0 L V8 Atmo                | 73    | + 5 tours           |
| 9    | GTD Pro | 3  | Corvette Racing                             | Antonio García Jordan Taylor            | Chevrolet Corvette C8.R GTD             | 73    | + 5 tours           |
| 9    | GTD Pro | 3  | Corvette Racing                             | Antonio García Jordan Taylor            | Chevrolet 5,5 L V8 Atmo                 | 73    | + 5 tours           |
| 10   | GTD Pro | 9  | Pfaff Motorsports                           | Klaus Bachler Patrick Pilet             | Porsche 911 GT3 R                       | 73    | + 5 tours           |
| 10   | GTD Pro | 9  | Pfaff Motorsports                           | Klaus Bachler Patrick Pilet             | Porsche 4,2 L Flat Six Atmo             | 73    | + 5 tours           |
| 11   | GTD     | 1  | Paul Miller Racing                          | Bryan Sellers Madison Snow              | BMW M4 GT3                              | 73    | + 5 tours           |
| 11   | GTD     | 1  | Paul Miller Racing                          | Bryan Sellers Madison Snow              | BMW S58B30T0 3,0 L i6 M TwinPower Turbo | 73    | + 5 tours           |
| 12   | GTD     | 27 | Heart of Racing Team                        | Roman De Angelis (en) Marco Sørensen    | Aston Martin Vantage AMR GT3            | 73    | + 5 tours           |
| 12   | GTD     | 27 | Heart of Racing Team                        | Roman De Angelis (en) Marco Sørensen    | Aston Martin 4,0 L V8 Turbo             | 73    | + 5 tours           |
| 13   | GTD Pro | 23 | Heart of Racing Team                        | Ross Gunn (en) Alex Riberas             | Aston Martin Vantage AMR GT3            | 73    | + 5 tours           |
| 13   | GTD Pro | 23 | Heart of Racing Team                        | Ross Gunn (en) Alex Riberas             | Aston Martin 4,0 L V8 Turbo             | 73    | + 5 tours           |
| 14   | GTD     | 12 | Vasser Sullivan                             | Frankie Montecalvo Aaron Telitz         | Lexus RC F GT3                          | 73    | + 5 tours           |
| 14   | GTD     | 12 | Vasser Sullivan                             | Frankie Montecalvo Aaron Telitz         | Toyota 2UR 5,0 L V8 Atmo                | 73    | + 5 tours           |
| 15   | GTD     | 32 | Team Korthoff Motorsports                   | Mikaël Grenier Mike Skeen (en)          | Mercedes-AMG GT3 Evo                    | 72    | + 6 tours           |
| 15   | GTD     | 32 | Team Korthoff Motorsports                   | Mikaël Grenier Mike Skeen (en)          | Mercedes-Benz M159 6,2 L V8 Atmo        | 72    | + 6 tours           |
| 16   | GTD     | 57 | Winward Racing                              | Russell Ward (en) Philip Ellis          | Mercedes-AMG GT3 Evo                    | 72    | + 6 tours           |
| 16   | GTD     | 57 | Winward Racing                              | Russell Ward (en) Philip Ellis          | Mercedes-Benz M159 6,2 L V8 Atmo        | 72    | + 6 tours           |
| 17   | GTD     | 70 | Inception Racing                            | Brendan Iribe Frederik Schandorff       | McLaren 720S GT3 Evo                    | 72    | + 6 tours           |
| 17   | GTD     | 70 | Inception Racing                            | Brendan Iribe Frederik Schandorff       | McLaren M840T 4,0 l V8 Bi-Turbo         | 72    | + 6 tours           |
| 18   | GTD     | 78 | Forte Racing Powered by US RaceTronics (en) | Misha Goikhberg Loris Spinelli (pl)     | Lamborghini Huracán GT3 Evo 2           | 72    | + 6 tours           |
| 18   | GTD     | 78 | Forte Racing Powered by US RaceTronics (en) | Misha Goikhberg Loris Spinelli (pl)     | Lamborghini 5,2 L V10 Atmo              | 72    | + 6 tours           |
| 19   | GTD     | 96 | Turner Motorsport                           | Patrick Gallagher (en) Robby Foley      | BMW M4 GT3                              | 72    | + 6 tours           |
| 19   | GTD     | 96 | Turner Motorsport                           | Patrick Gallagher (en) Robby Foley      | BMW S58B30T0 3,0 L i6 M TwinPower Turbo | 72    | + 6 tours           |
| 20   | GTD     | 66 | Gradient Racing                             | Katherine Legge Sheena Monk             | Acura NSX GT3 Evo22                     | 72    | + 6 tours           |
| 20   | GTD     | 66 | Gradient Racing                             | Katherine Legge Sheena Monk             | Acura 3,5 L V6 Turbo                    | 72    | + 6 tours           |
| 21   | GTD     | 77 | Wright Motorsports                          | Alan Brynjolfsson Trent Hindman         | Porsche 911 GT3 R                       | 72    | + 6 tours           |
| 21   | GTD     | 77 | Wright Motorsports                          | Alan Brynjolfsson Trent Hindman         | Porsche 4,2 L Flat Six Atmo             | 72    | + 6 tours           |
| 22   | GTD Pro | 79 | WeatherTech Racing                          | Jules Gounon Daniel Juncadella          | Mercedes-AMG GT3 Evo                    | 72    | + 6 tours           |
| 22   | GTD Pro | 79 | WeatherTech Racing                          | Jules Gounon Daniel Juncadella          | Mercedes-Benz M159 6,2 L V8 Atmo        | 72    | + 6 tours           |
| 23   | GTD     | 97 | Turner Motorsport                           | Bill Auberlen Chandler Hull             | BMW M4 GT3                              | 72    | + 6 tours           |
| 23   | GTD     | 97 | Turner Motorsport                           | Bill Auberlen Chandler Hull             | BMW S58B30T0 3,0 L i6 M TwinPower Turbo | 72    | + 6 tours           |
| 24   | GTD     | 91 | Kellymoss avec Riley                        | Alan Metni (en) Kay van Berlo           | Porsche 911 GT3 R                       | 71    | + 7 tours           |
| 24   | GTD     | 91 | Kellymoss avec Riley                        | Alan Metni (en) Kay van Berlo           | Porsche 4,2 L Flat Six Atmo             | 71    | + 7 tours           |
| 25   | GTD     | 92 | Kellymoss avec Riley                        | Alec Udell (en) Jeroen Bleekemolen      | Porsche 911 GT3 R                       | 71    | + 7 tours           |
| 25   | GTD     | 92 | Kellymoss avec Riley                        | Alec Udell (en) Jeroen Bleekemolen      | Porsche 4,2 L Flat Six Atmo             | 71    | + 7 tours           |
| 26   | GTP     | 01 | Cadillac Racing                             | Sébastien Bourdais Renger van der Zande | Cadillac V-Series.R                     | 0     | Accident            |
| 26   | GTP     | 01 | Cadillac Racing                             | Sébastien Bourdais Renger van der Zande | Cadillac LMC55R 5,5 L V8 Atmo           | 0     | Accident            |
| N.p. | GTD     | 80 | AO Racing Team                              | P.J. Hyett (en) Sebastian Priaulx (en)  | Porsche 911 GT3 R                       | --    | Non partant         |
| N.p. | GTD     | 80 | AO Racing Team                              | P.J. Hyett (en) Sebastian Priaulx (en)  | Porsche 4,2 L Flat Six Atmo             | --    | Non partant         |
| N.p. | GTD     | 93 | Racers Edge Motorsports avec WTR            | Ashton Harrison Mario Farnbacher        | Acura NSX GT3 Evo22                     | --    | Non partant         |
| N.p. | GTD     | 93 | Racers Edge Motorsports avec WTR            | Ashton Harrison Mario Farnbacher        | Acura 3,5 L V6 Turbo                    | --    | Non partant         |

## Pole position et record du tour
- Pole position :  Filipe Albuquerque (#10 Konica Minolta Acura ARX-06) en 1 min 09 s 909
- Meilleur tour en course :  Connor De Phillippi (#25 BMW M Team RLL) en  1 min 11 s 503

## Tours en tête
- no 10 Acura ARX-06 - Konica Minolta Acura ARX-06 :  30 tours (1-30)[3]
- no 6 Porsche 963 - Porsche Team Penske :  44 tours (31 / 36-78)
- no 25 BMW M Hybrid V8 - BMW M Team RLL :  1 tour (32)
- no 24 BMW M Hybrid V8 - BMW M Team RLL :  3 tours (33-35)

## À noter
- Longueur du circuit : 1,968 miles (1,609 km)
- Distance parcourue par les vainqueurs : 153,508 miles (125,502 km)